# Apodemus epimelas
Apodemus epimelas là một loài động vật có vú trong họ Chuột, bộ Gặm nhấm. Loài này được Nehring mô tả năm 1902.